# Kreis Namslau

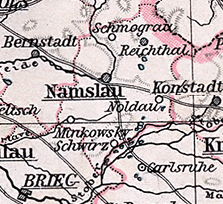
Der Kreis Namslau auf einer Karte aus dem Jahre 1905

Der Kreis Namslau war ein preußischer Landkreis in Schlesien, der von 1742 bis 1945 bestand. Seine Kreisstadt war die Stadt Namslau. Das frühere Kreisgebiet liegt heute in der Woiwodschaft Opole (Oppeln) in Polen.

## Verwaltungsgeschichte
Nach der Eroberung des größten Teils von Schlesien führte König Friedrich II. durch Kabinettsorder am 25. November 1741 in Niederschlesien preußische Verwaltungsstrukturen ein. Dazu gehörte die Einrichtung zweier Kriegs- und Domänenkammern in Breslau und Glogau sowie deren Gliederung in Kreise und die Einsetzung von Landräten zum 1. Januar 1742.
Im Fürstentum Breslau, einem der schlesischen Teilfürstentümer, wurden aus den alten schlesischen Weichbildern Breslau, Canth, Neumarkt und Namslau die preußischen Kreise Namslau, Breslau und Neumarkt-Canth gebildet. Als erster Landrat des Kreises Namslau wurde Christian Sylvius von Monsterberg eingesetzt. Der Kreis Namslau unterstand zunächst der Kriegs- und Domänenkammer Breslau und wurde im Zuge der Stein-Hardenbergischen Reformen 1815 dem Regierungsbezirk Breslau der Provinz Schlesien zugeordnet.
Bei der Kreisreform vom 1. Januar 1818 im Regierungsbezirk Breslau blieb der Kreis unverändert.
Am 8. November 1919 löste der Freistaat Preußen die Provinz Schlesien auf. Aus den Regierungsbezirken Breslau und Liegnitz wurde die neue Provinz Niederschlesien gebildet. Mit Inkrafttreten des Versailler Vertrages fiel am 10. Januar 1920 vom bisherigen Kreisgebiet das Reichthaler Ländchen mit der Stadt Reichthal, den Landgemeinden Butschkau, Dörnberg, Droschkau, Herzberg, Kreuzendorf, Proschau, Schadegur, Sgorsellitz und Skorischau sowie den Gutsbezirken Droschkau, Groß Butschkau, Klein Butschkau, Schadegur, Sgorsellitz und Skorischau (teilweise) an Polen.
Zum 30. September 1928 wurden im Kreis Namslau alle Gutsbezirke aufgelöst und benachbarten Landgemeinden zugeteilt. Am 1. April 1938 wurden die preußischen Provinzen Niederschlesien und Oberschlesien zur neuen Provinz Schlesien zusammengeschlossen. Zum 18. Januar 1941 wurde die Provinz Schlesien erneut aufgelöst und aus den Regierungsbezirken Breslau und Liegnitz die neue Provinz Niederschlesien gebildet.
Am 19. Januar 1945 erhielt die ländliche Bevölkerung den Befehl zur Evakuierung. Es wurden fünf lange Schnellzug-Garnituren angefordert, die jeweils 15.000 Menschen nach Landeshut brachten. Auch Flüchtlinge aus dem Warthegau und den Kreisen Rosenberg und Kreuzburg strömten durch den Kreis.
Im Januar 1945 eroberte die Rote Armee das Kreisgebiet. Im April 1945 unterstellte sie es der Verwaltung der Volksrepublik Polen. In der Folgezeit wurde die Bevölkerung des Kreisgebiets vertrieben und an ihrer Stelle Polen angesiedelt.

## Einwohnerentwicklung und Fläche
| Jahr | Einwohner | Quelle |
| ---- | --------- | ------ |
| 1795 | 22.103    | [ 9 ]  |
| 1819 | 23.031    | [ 10 ] |
| 1846 | 33.389    | [ 11 ] |
| 1871 | 37.319    | [ 12 ] |
| 1885 | 37.738    | [ 13 ] |
| 1900 | 34.548    | [ 14 ] |
| 1910 | 33.452    | [ 14 ] |
| 1925 | 30.786    | [ 15 ] |
| 1939 | 31.227    | [ 15 ] |

Nach den Ergebnissen der Volkszählung von 1905 gaben im Kreisgebiet zwischen 50 und 75 Prozent der ortsanwesenden Bevölkerung „deutsch“ als Muttersprache an.
Der Kreis umfasste ursprünglich 584 km². Nach der Abtretung des Reichthaler Ländchens an Polen verringerte sich seine Fläche auf 501,10 km².

## Landräte
1742–175900Christian Sylvius von Monsterberg (Landrat, 1693)
1764–179000George Ernst von Czettritz und Neuhaus
1790–180000Christian Sylvius von Monsterberg (Landrat, 1724)
1800–180500Ernst Wilhelm Christian von Heydebrand und der Lasa
1805–180600Hans Friedrich von Wentzky und Petersheyde (Landrat, 1763)
0000–182000Hans Ernst von Haugwitz
1820–182400vakant
1824–184800Ernst von Ohlen und Adlerscron
1848–184900Albin von Wentzky (1804–1849)
1850–185200Roman Xaver von Zakrzewski (1821–1891)
1852–188100Karl Salice-Contessa (1808/16–1881)
1881–188400Wilhelm von Heydebrand und der Lasa (1849–1908)
1884–188600Karl Gustav Kloer († 1886)
1886–190300Kurt Willert
1903–191400Friedrich von Marées (1864–1914)
1914–192000Michele Sayur
1920–192500Paul Jackisch
1925–193300Bernhard Danckelmann (1886–1947)
1933–193600Erich Jüttner (1899–1968)
1936–193800Walter Schmidt
1938–194500Ernst Heinrich
194?–000000Schubert (vertretungsweise)
194?–000000Frauenholz (vertretungsweise)

## Kommunalverfassung
Der Kreis Namslau gliederte sich seit dem 19. Jahrhundert in die Städte Namslau und Reichthal, in Landgemeinden und in Gutsbezirke. Mit Einführung des preußischen Gemeindeverfassungsgesetzes vom 15. Dezember 1933 gab es ab dem 1. Januar 1934 eine einheitliche Kommunalverfassung für alle preußischen Gemeinden. Mit Einführung der Deutschen Gemeindeordnung vom 30. Januar 1935 trat zum 1. April 1935 im Deutschen Reich eine einheitliche Kommunalverfassung in Kraft, wonach die bisherigen Landgemeinden nun als Gemeinden bezeichnet wurden. Eine neue Kreisverfassung wurde nicht mehr geschaffen; es galt weiterhin die Kreisordnung für die Provinzen Ost- und Westpreußen, Brandenburg, Pommern, Schlesien und Sachsen vom 19. März 1881.

## Gemeinden
Der Kreis Namslau umfasste zuletzt eine Stadt und 46 Landgemeinden:
| - Altstadt - Bachwitz - Bankwitz - Belmsdorf - Buchelsdorf - Dammer - Damnig - Deutsch Marchwitz - Eckersdorf - Eisdorf - Ellguth - Erbenfeld - Giesdorf - Glausche - Grambschütz - Groß Marchwitz | - Gülchen - Haugendorf - Hennersdorf - Hönigern - Jakobsdorf - Kaulwitz - Krickau - Lankau - Lorzendorf - Michelsdorf - Namslau, Stadt - Nassadel - Neuenhagen - Noldau - Obischau - Ordenstal | - Paulsdorf - Reichen - Saabe - Schindlersfelde - Schmograu - Schwirz - Seydlitzruh - Simmelwitz - Städtel - Steinersdorf - Sterzendorf - Strehlitz - Wallendorf - Wilkau - Windisch Marchwitz |

Eingemeindungen bis 1937
- Böhmwitz, am 1. Juli 1936 zu Namslau
- Erdmannsdorf, am 1. April 1937 zu Bachwitz
- Friedrichsberg, am 1. April 1937 zu Sterzendorf
- Groditz, am 1. April 1937 zu Gülchen
- Jauchendorf, am 30. September 1928 zu Michelsdorf
- Johannsdorf, am 1. April 1937 zu Steinersdorf
- Mülchen, am 1. April 1937 zu Windisch Marchwitz
- Neu Marchwitz, am 1. April 1937 zu Groß Marchwitz
- Sophienthal, am 1. April 1937 zu Bachwitz
- Strehlitz I, am 30. September 1928 zu Strehlitz
- Strehlitz II, am 30. September 1928 zu Strehlitz
- Strehlitz III, am 30. September 1928 zu Strehlitz

## Ortsnamen
In der Zwischenkriegszeit wurden im Kreis Namslau mehrere Gemeinden umbenannt:
- Brzezinke → Schindlersfelde (1923)
- Dziedzitz → Erbenfeld (1930)
- Minkowsky → Seydlitzruh (1937)
- Niefe → Neuenhagen (1937)
- Polkowitz → Ordenstal (1937)